# Noè Pajetta
Noè Pajetta (Angera, 6 gennaio 1889 – Varese, 1º gennaio 1966) è stato un avvocato, partigiano e politico italiano.

## Biografia
Noè Pajetta nacque ad Angera, in provincia di Varese, e si laureò in giurisprudenza.
Combattente della Prima e della seconda guerra mondiale, meritò due medaglie d'argento e due di bronzo nel corso dei due conflitti. Nel primo dopoguerra fu tra i fondatori, in provincia di Varese, del Partito Popolare. Dopo l'8 settembre 1943, Noè Pajetta prese parte alla Guerra di liberazione nelle file della Resistenza lombarda. Caduto nelle mani dei fascisti, l'avvocato fu incarcerato per dieci mesi a Milano.
Dopo la Liberazione fu tra i dirigenti della Democrazia Cristiana nel Varesotto, membro del Consiglio comunale di Varese e presidente della Provincia dal 1952 al 1956. Eletto senatore nella III Legislatura, morì durante la IV, nel corso del secondo mandato parlamentare. Viene sostituito da Pietro Ferreri.